# Palitos
I palitos sono uno strumento musicale a percussione della famiglia degli idiofoni molto simili alle claves, che fanno parte della musica tradizionale portoricana. Sono formati da due legnetti cilindrici, generalmente di 25 cm di lunghezza e 3 di diametro, che vengono percossi fra loro producendo un suono piuttosto brillante; sono usati generalmente come base ritmica.
Come per le claves, la tecnica classica è quella di tenere un palito debolmente tra il pollice e i polpastrelli della mano non dominante con il palmo rivolto verso l'alto in modo che essa assuma una forma tale da ricreare una camera di risonanza. Tenendo il legnetto sulla punta delle unghie viene prodotto un suono più chiaro. L'altro è tenuto dalla mano dominante con fermezza, quasi come una normale bacchetta da tamburo e con la sua estremità il suonatore batte al centro dell'altro palito.